# Савиня
Савиня (на словенски: Savinja; на немски: Sann) е 102 km дълга река в Словения, ляв приток на Сава. Извира близо до границата с Австрия. .